# 진영중학교
진영중학교(進永中學校)는 대한민국 경상남도 김해시 진영읍 진영리에 있는 공립 중학교이다.

## 학교 연혁
- 1930년 4월 1일 : 도립 김해공립농업보습학교 설립인가
- 1935년 3월 25일 : 진영읍 여래리로 교사 이전
- 1946년 9월 1일 : 학제 개편에 의해 진영공립 초급중학교로 개교
- 1948년 7월 10일 : 진영공립 초급중학교 제1회 졸업(졸업생 47명)
- 1951년 7월 5일 : 진영중학교로 개칭, 제4회 졸업
- 1979년 2월 25일 : 제32회 졸업생 배출 후 폐교(총 졸업생 6,077명 배출)
- 2007년 3월 5일 : 현 위치에 교사 신축. 진영중학교로 복교
- 2023년 1월 3일 : 제76회 졸업생 361명(총 졸업생 9,718명)
- 2023년 3월 1일 : 제27대 김영훈 교장 부임
- 2023년 3월 2일 : 제79회 신입생 327명(남 145명, 여 182명)

## 참고 자료
- 진영중학교 - 한국교육학술정보원 학교알리미